# Homelski Uniwersytet Państwowy im. Franciszka Skaryny
Homelski Uniwersytet Państwowy im. Franciszka Skaryny (biał. Гомельскі дзяржаўны універсітэт імя Ф. Скарыны, ros. Гомельский государственный университет им. Франциска Скорины) – białoruska uczelnia z siedzibą w Homlu.
Historia uczelni sięga 1929 roku, gdy postanowieniem CKW Białoruskiej SRR o powołaniu w Homlu wyższej szkoły o profilu agronomiczno-pedagogicznym. W 1933 Instytut przekształcono w Instytut Pedagogiczny (trzyletni, później czteroletni). Od 1939 nosił imię Walerija Czkałowa.
Od 1969 Instytut funkcjonował jako Homelski Uniwersytet Państwowy. W 1988 na fali odwrotu od sowieckiej symboliki nadano mu imię Franciszka Skaryny. Obecnie jest drugim co do wielkości uniwersytetem na Białorusi.
Uniwersytet składa się z 12 wydziałów i 47 katedr oraz 2 instytutów. Istnieje możliwość kształcenia się na studiach aspiranckich i doktoranckich. Obecnie istnieją następujące wydziały:
- Matematyki (ros. Математический факультет)
- Fizyki (Физический факультет)
- Biologii (Биологический факультет)
- Filologii (Филологический факультет)
- Języków Obcych (Факультет иностранных языков)
- Kultury Fizycznej (Факультет физической культуры)
- Historii (Исторический факультет)
- Prawa (Юридический факультет)
- Geologii i Geografii (Геолого-географический факультет)
- Ekonomii (Экономический факультет)
- Zaoczny (Заочный факультет)
- Psychologii i Przygotowania do Studiów (Факультет психологии и довузовской подготовки).